# 上有田站
上有田站（日语：／ Kami-Arita eki */?）是位於佐賀縣西松浦郡有田町中樽一丁目，屬於九州旅客鐵道（JR九州）的佐世保線車站。2022年度JR「青春18車票」宣傳海報選用本站月台作為背景。同年10月的觀光列車「36加3」也加停本站。

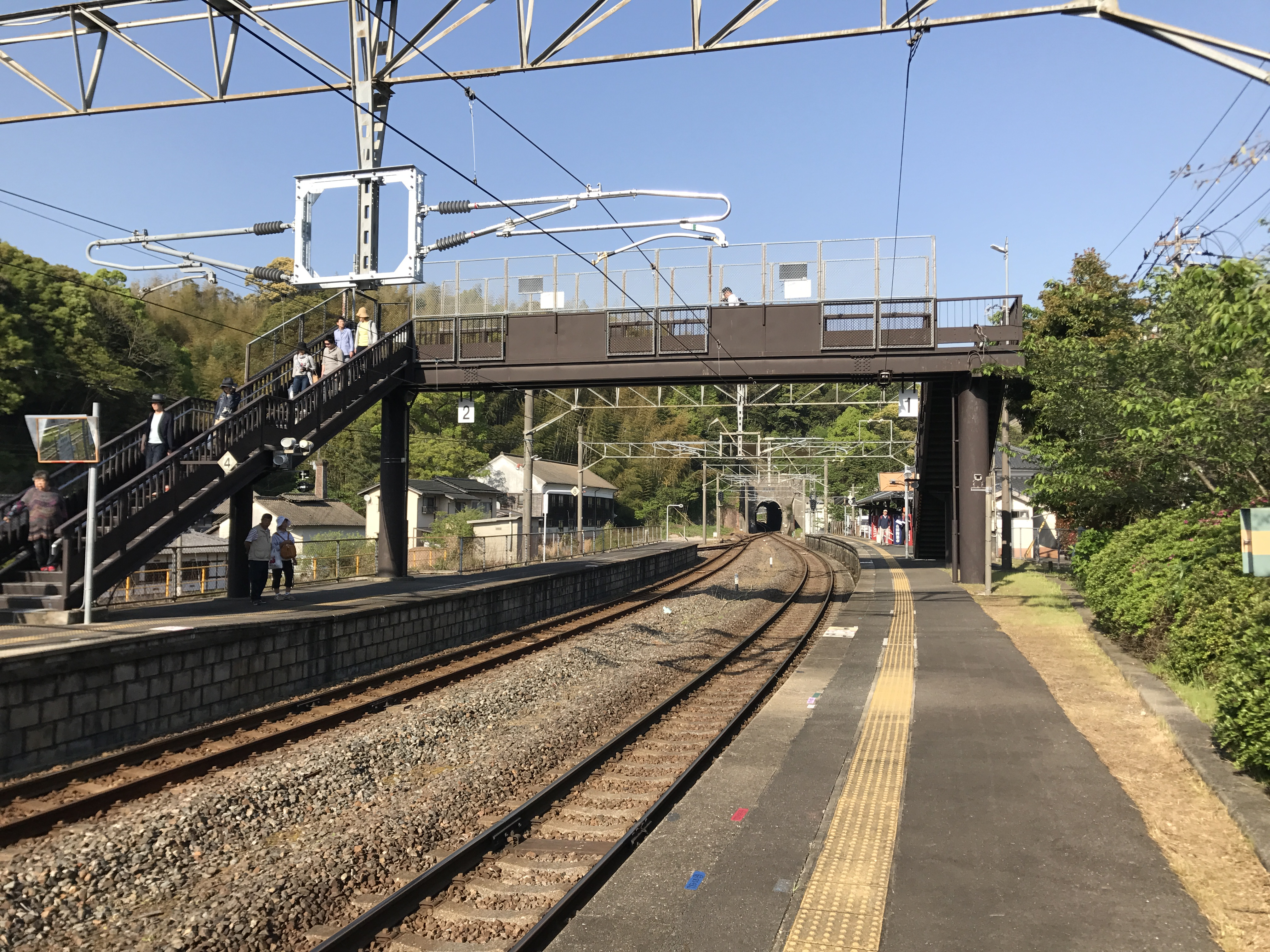
月台（2017年4月）

## 車站構造
本站是地面車站，設有木造的站房和2面2線的相對式月台。兩月台之間設有跨線橋連接。本站為簡易委託車站，委托站前商店「原田酒店」售票車票，原田酒店自車站無人化時便接手車票售賣事宜，至今已超過40多年。
本站通常只有普通列車停靠。在黄金周舉行有田陶器市期間，日間特急「綠」和「豪斯登堡」均臨時停站。另外，一人控制的普通列車通常只會開啟最前一卡的車門，當時前門用作下車，後門用作上車。在舉行有田陶器市期間，JR九州長崎分社會派遣車站職員至此站，因此當時所有車門均會開啟。

### 月台
| 月台 | 路線      | 上下行 | 方向               | 備註                                                                    |
| ---- | --------- | ------ | ------------------ | ----------------------------------------------------------------------- |
| 1、2 | ■佐世保線 | 下行   | 有田、早岐方向     | 原則上，前往佐世保方向的列車需在早岐站轉乘列車。基本上主要使用1號月台。 |
| 1、2 | ■佐世保線 | 上行   | 武雄溫泉、佐賀方向 | 列車主要使用1號月台，早上和黃昏部分班次使用2號月台。                    |

## 歷史
- 1898年10月1日：九州鐵道開設中樽站。當時只有貨物起卸業務。
- 1907年7月1日：九州鐵道（第一代）被國有化，成為帝國鐵道廳車站[2][3]。
- 1909年5月1日：開始旅客運輸業務，同時改名為上有田站。
- 1973年4月1日：結束貨物起卸業務。
- 1987年4月1日：隨國鐵分割民營化，車站由九州旅客鐵道（JR九州）營運[4]。
- 2024年度：開始支援SUGOCA付款，並加設對應IC卡出、入閘的讀寫器[5]。

## 使用狀況
在2016年度，1日平均乘車人次為104人，由於JR九州於2016年度起不再發表每日干平均使用人數少於100人的車站，而《有田町統計書》於翌年也沒有再刊登。
| 乘車人次變化 | 乘車人次變化 |
| 年度         | 1日平均人次  |
| ------------ | ------------ |
| 2000年       | 112          |
| 2001年       | 120          |
| 2002年       | 134          |
| 2003年       | 123          |
| 2004年       | 107          |
| 2005年       | 114          |
| 2006年       | 108          |
| 2007年       | 107          |
| 2008年       | 105          |
| 2009年       | 95           |
| 2010年       | 99           |
| 2011年       | 102          |
| 2012         | 101          |
| 2013         | 110          |
| 2014         | 108          |
| 2015         | 108          |
| 2016         | 104          |
| 2017年起     | <100         |

## 相鄰車站
九州旅客鐵道（JR九州）
■佐世保線
三間坂－上有田－有田

## 外部連結
- JR九州上有田站 （页面存档备份，存于）（日語）